# ヴィルヘルム4世 (ヴァイマル伯)
ヴィルヘルム4世（Wilhelm IV., 生年不詳 - 1062年）は、ヴァイマル伯（在位：1039年 - 1062年）、マイセン辺境伯（在位：1046年 - 1062年）、テューリンゲン辺境伯（在位：同）。ヴァイマール伯ヴィルヘルム3世とラウジッツ辺境伯ティートマール2世の娘オーダの子。

## 生涯
マイセン辺境伯エッケハルト2世が亡くなると、マイセン辺境伯領を授けられた。さらに彼は、母オーダがオストマルク辺境伯デード2世と再婚して継息子となっていたため、オストマルク辺境伯の地位をも与えられていたと推測され、そうであれば、エッケハルト1世がその手中にしていた地位のすべてを、彼が引き継いだことになる（継父デード2世はエッケハルト1世の娘マティルデの息子）。
神聖ローマ皇帝ハインリヒ3世の死後は未亡人アグネスに忠実に仕え、その名声を高めた。彼はハンガリー王エンドレ1世を助け、その弟ベーラ1世にむかう軍の総指揮官となり、ナウムブルク司教エッポが補佐にあたった。しかし、ヴィーゼルブルクの近くで奇襲を受け抵抗を試みたが、両指揮官とバイエルン伯ボートは捕虜の身となってしまった。だが、ヴィルヘルムの勇敢さに感銘を覚えたベーラ1世の息子ゲーザは彼を解放するばかりか、娘のゾフィーと結婚させるようベーラ1世を説き伏せた。翌1062年にヴィルヘルムが帰途に病を患い亡くなったため、ゾフィーは家に連れ戻された。子が無かったため、遺領は弟のオットーが相続した。